# 中国青年交响乐团
中国青年交响乐团是中央音乐学院的一个交响乐团，但其成员不局限于中央音乐学院，每年各国音乐学院学生均可通过申请加入，成员平均年龄18岁。

## 历史
1950年，中央音乐学院管弦乐队成立，此即中国青年交响乐团的前身。1986年，经中华人民共和国文化部批示，改名为中国青年交响乐团。1986年和1987年，它在邵恩、汤沐海、陈佐湟带领下前往瑞士、意大利等欧洲国家和苏联演出，成为首个登上欧洲音乐舞台的交响乐团。1994年11月，访问印度尼西亚，成为首个访问印度尼西亚的中国交响乐团。2004年9月，它在胡咏言带领下贝多芬音乐节，为首个正式应邀参加国际重大音乐节的中国的交响乐团。